# Тризак
Триза́к (фр. и окс. Trizac) — коммуна во Франции, находится в регионе Овернь. Департамент — Канталь. Входит в состав кантона Рьом-э-Монтань. Округ коммуны — Морьяк.
Код INSEE коммуны — 15243.
Коммуна расположена приблизительно в 410 км к югу от Парижа, в 75 км юго-западнее Клермон-Феррана, в 38 км к северу от Орийака.

## Население
Население коммуны на 2008 год составляло 564 человека.
| 1962 | 1968 | 1975 | 1982 | 1990 | 1999 | 2008 |
| ---- | ---- | ---- | ---- | ---- | ---- | ---- |
| 1217 | 1221 | 1070 | 921  | 754  | 657  | 564  |

## Экономика
В 2007 году среди 325 человек в трудоспособном возрасте (15—64 лет) 220 были экономически активными, 105 — неактивными (показатель активности — 67,7 %, в 1999 году было 58,3 %). Из 220 активных работали 195 человек (120 мужчин и 75 женщин), безработных было 25 (13 мужчин и 12 женщин). Среди 105 неактивных 10 человек были учениками или студентами, 39 — пенсионерами, 56 были неактивными по другим причинам.

## Достопримечательности
- Церковь Сен-Бозир (XI век). Памятник истории с 1969 года[3]
- Хижины Каттёж (археологические раскопки). Памятник истории с 1924 года[4]